# Стеван Кратохвил
Стеван Кратохвил (Велики Бечкерек, 26. новембар 1911 – ?) је био учесник Шпанског грађанског рата из Војводине.

## Биографија
Завршио је два разреда грађанске школе и шегртску школу. Због дезертирања из војске 1931. осуђен је на годину дана затвора. По издржаној казни поново бежи из војске, али и из земље. После дужег лутања по земљама Источне и Централне (Румунија, Мађарска, Чехословачка, Пољска, Немачка) и Западне Европе (Белгија и Енглеска), коначно је добио азил у Француској. Тамо је у периоду 1932. до 1937. радио као возач.
У мају 1937. са добровољцима из Француске прешао је у Шпанију. Пошто се изјаснио као Мађар из Југославије распоређен је у Ракоши батаљон. Током битке за Морељу кратко време био је у батаљону Димитров. Из Шпаније је евакуисан крајем 1938. године у оквиру 30. шпанске дивизије. Репатриран је у Француску, и запослио се у Паризу. Потом се преселио у Оран (Алжир) где је боравио код сабораца. У јануару 1939. отпутовао је у Барселону у жељи да помогне републиканским снагама, али након пада града у руке националиста напушта Шпанију и прелази у Француску. Тамо добровољно ступа у француску војску октобра 1939. Након месец дана је отпуштен због здравствених проблема. Пошто је Нацистичка Немачка окупирала Француску 1940. Кратохвил је ухапшен од стране Гестапоа, и прво послат у затвор Шерш-Миди, а потом у логор Фор де Роменвил. У фебруару 1941. послат је на лечење али успева да побегне уз помоћ бивших сабораца.
Крајем 1941. враћа се у Југославију, и одлази у Петровград. Убрзо је ухапшен и послат у логор, из ког је пуштен у фебруару 1942. Поново је након тога кратко време боравио у Француској, да би се почетком новембра 1942. вратио у Петровград. Ту је остао све до 1950. године, када се преселио у Ријеку.